# منطقة أمريتسار
أمريتسار رمزها «AM» (بالإنجليزية: Amritsar)‏، هو تقسيم إداري لدولة الهند تتبع ولاية البنجاب (بالإنجليزية: Punjab)‏، مركزها هو مدينة أمريتسار (بالإنجليزية: Amritsar)‏ عدد سكانها حسب تعداد سنة 2001 هو 3,074,207 ، مساحتها 5,075 كم² والكثافة السكانية بلغت 606 نسمات لكل كم². وتضم مدينة أمريتسار التي تعتبر المركز الروحي للديانة السيخية.